# إجهاد لاأحيائي
الإجهاد اللاأحيائي (بالانجليزية:Abiotic stress) يُعرّف بأنه التأثير السلبي لمؤثرات غير حية على كائنات حية في بيئات معينة. الضرورة المتغيرة لغير الحي تؤثر على البيئة بما يتجاوز المعدل الطبيعي لها، بما يؤثر سلبًا على الأداء الجماعي أو وظائف الأعضاء للكائن الحي الواحد بشكل كبير.
بينما يتضمن الإجهاد الأحيائى مسببات حية للخلل مثل: الفطريات والحشرات الضارة، فإن الإجهاد اللاأحيائي له مسببات تحصل بشكل طبيعي وغالبا ما تكون غير ملموسة، فإن مؤثرات مثل: شدة ضوء الشمس أو الرياح قد تسبب ضرر للنبات والحيوان في المناطق المتأثرة. الإجهاد اللاأحيائي بالتأكيد لا يمكن تفاديه. هناك تأثير للإجهاد اللاأحيائى على الحيوانات، إلا إن النباتات والتي تعتمد بشكل خاص على عوامل بيئية فإنها تتأثر بشكل هائل. الإجهاد اللاأحيائي هو العامل الأكثر ضررًا في تأثيره على نمو وإنتاجية المحاصيل عالميًا. أظهرت البحوث أيضًا أن عوامل الإجهاد اللاأحيائي تبلغ أقصى أضرارها عندما تحدث مع بعضها أو بجانب عوامل حيوية ضارة أخرى في آن واحد 

## بعض الأمثلة
يأتي الإجهاد اللاأحيائي في عدة أشكال، وأكثر هذه العوامل انتشارًا هو ما يسهُل على البشر معرفته، ولكن توجد أشكال أخرى يصعب اكتشافها وهى تؤثر على البيئة بشكل مستمر.
ـ الرياح الشديدة 
ـ درجات الحرارة المتطرفة 
ـ الجفاف 
ـ الفيضان 

ـ كوارث طبيعية أخرى مثل الأعاصير وحرائق الغابات  

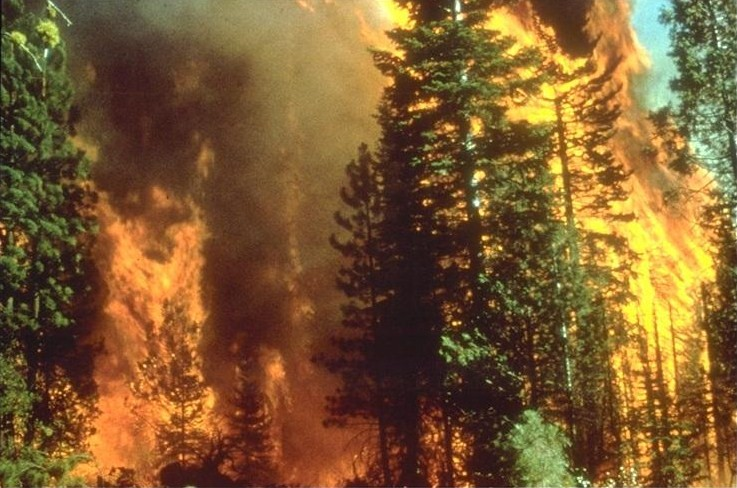
إحدى حرائق الغابات في ولاية كاليفورنيا الأمريكية سنة 2008

المؤثرات الأقل شهرة تحدث غالبا في مجال أضيق مثل:
فقر عوامل التربة، مستويات الحموضة، الإشعاع، الضغط، وحالات أخرى خاصة للغاية مثل سرعة الإماهة خلال إنبات جذور النباتات.

## التأثيرات
الإجهاد اللاأحيائى هو جزء طبيعي من كل نظام بيئي وهو يؤثر على الكائنات بطرق عديدة. ورغم أن هذه التأثيرات قد تكون مفيدة أو ضارة، إلا أن موقع المنطقة المتأثرة يعد عنصر حاسم في تحديد مدى الإجهاد اللاأحيائي الذي سيحدث. فكلما زاد ارتفاع خط العرض في المنطقة المتأثرة كلما كان الإجهاد فيها أكبر. وبناءً عليه فإن «التايغا» أو الغابة الشمالية واقعة تحت رحمة أيًا من عوامل الإجهاد اللاأحيائي التي قد تطرأ عليها، بينما المناطق الاستوائية أقل عرضة بكثير لمثل هذه العوامل.

## الفوائد
واحد من الأمثلة التي يُحدِث فيها الإجهاد اللاأحيائي تأثيرا مدمرًا في النظام البيئي هي حرائق الغابات الطبيعية. فبينما هي تمثل خطر على سلامة الإنسان، إلا أنها في كل مرة تسبب فيها احتراق وتلاشي لهذه الأنظمة الحيوية فإنها تعطي الفرصة لكائنات جديدة في النمو والحياة. بالرغم من كونها صحية لنظام بيئي ما، فإن حرائق الغابات تظل مسببًا في الإجهاد اللاأحيائى، ذلك لكونها تضع عبئًا واضحًا على كائنات بعينها في المنطقة المتأثرة. إن كل شجرة تستشيط وكل عش طائر تلتهمه هذه الحرائق هو علامة على الإجهاد اللاأحيائى. فعلى المدى الأوسع فإن حرائق الغابات الطبيعية هي علامة إيجابية على وجود الإجهاد اللاأحيائي في البيئة.
يجب أيضا الأخذ بعين الاعتبار عندما نتحدث عن فوائد الإجهاد اللاأحيائي أن ظاهرة واحدة لا يمكن أن تؤثر على النظام البيئي بأكمله بنفس الطريقة. فعندما يقتل فيضان ما معظم النباتات التي تعيش على أرض منخفضة في مكان ما فإنه إذا كان هناك محصول أرز فإنه سينجو في هذه التربة الرطبة. مثال آخر لذلك هو العوالق النباتية والحيوانية. نفس أنواع الظروف تعتبر على الأغلب مُجهِدة لهذين النوعين من الكائنات. إنها تتصرف بشكل متماثل تمامًا عندما تتعرض للأشعة فوق البنفسجية ومعظم السموم، ولكن عند ارتفاع درجات الحرارة فإن العوالق النباتية تتأثر سلبيًا، بينما العوالق الحيوانية المحبة للحرارة فإنها تتأثر إيجابيًا عند ارتفاع درجات الحرارة. فكلاهما يمكنهما العيش في نفس البيئة، إلا أن ارتفاع الحرارة في هذه البيئة سوف يعتبر عامل مُجهِد لأحدهما فقط.
أخيرا، الإجهاد اللاأحيائي ساعد بعض الفصائل في النمو والتطور والاندماج، وعزز الانتقاء الطبيعي حيث أنه يتخيّر المجموعات الأضعف من الكائنات. كلا من النباتات والحيوانات طوّرت آليات تدعم بقائها في مواجهة الظروف شديدة الصعوبة.
ا

## الأضرار
الضرر الأكثر وضوحًا فيما يخص الإجهاد اللاأحيائي يتضمن الزراعة. فقد زعمت إحدى الدراسات أن الإجهاد اللاأحيائي هو المسبب الأكبر لفقد المحاصيل بخلاف أي عامل آخر وأن معظم المحاصيل الأساسية ينقص عائدها بمقدار أكثر من 50% من العائد المحتمل لها.
لأن الإجهاد اللاأحيائي يعتبر بشكل كبير مؤثر ضار، فإن البحث في هذا الجزء من قضية الإجهاد اللاأحيائى مكثف. للمزيد من المعلومات عن التأثير الضار للإجهاد اللاأحيائى على النبات والحيوان انظر إلى الأقسام أدناه.

## في النبات
خط الدفاع الأول للنبات ضد الإجهاد اللاأحيائي يكمن في جذورها. إذا كانت التربة التي تحمل النبات صحية ومتنوعة بيولوجيًا، سيحظى النبات بفرصة أكبر في النجاة من العوامل المُجهِدة.
التسهيلات، أو التفاعل الإيجابي بين الفصائل المختلفة من النباتات، هي شبكة معقدة من التواصل في البيئة الطبيعية. إنها كيفية عمل النباتات معًا. في الأماكن عالية الإجهاد، معدّل التسهيلات فيما بينها يعلو بشكل استثنائي أيضًا. يمكن أن يحدث هذا بسبب احتياج النباتات إلى شبكة تواصل أقوى للحياة في بيئة متزايدة الصعوبة، لذلك فإن التواصل بين الفصائل مثل: التلاقح، وإجراءات المنفعة المتبادلة، أصبحت منتشرة أكثر لتتلائم مع شدة بيئتها.
النباتات كذلك تتأقلم بشكل مختلف تمامًا من نوع لآخر، حتى عن الأنواع التي تعيش في نفس المنطقة. فعندما تم حثّ نباتات مختلفة الفصائل بمجموعة متنوعة من إشارات مثيرة للإجهاد، مثل الجفاف والبرودة، تأثرت النباتات بشكل غير متماثل، بل نادرًا ما كانت ردود أفعال النباتات متماثلة، بالرغم من أن هذه النباتات جميعها معتادة على نفس الظروف البيئية.
الأرز (الأرز الآسيوي) يعد مثالا تقليديًا. فالأرز من العناصر الغذائية الأساسية في العالم بأسره. خاصةً في الصين والهند. يختبر الأرز أنواعًا مختلفة من العوامل المُجهِدة، مثل الجفاف وارتفاع نسبة الملوحة، ولكن هذه العوامل لا تؤثر على إنتاجية الأرز. تم عمل دراسات على التنوع الجيني للأرز بين أصناف عديدة من الأرز بسلالاته المختلفة باستخدام الواسمات الجزيئية. التربة المتعرجة (وسط من المواد الغذائية قليلة التركيز والمعادن الثقيلة عالية التركيز) يمكن أن تكون مصدر للإجهاد اللاأحيائي. مبدئيًا، امتصاص أيونات المعادن السامة يحدّها استبعاد غشاء الخلية. الأيونات التي تمتص في الأنسجة يتم عزلها في فجوات الخلية. بروتينات غشاء الفجوة هي ما يسهل آلية العزل.
تم اقتراح التحضير الكيميائي لزيادة القدرة على تحمل الإجهاد اللاأحيائي في محاصيل النباتات. بهذه الطريقة المماثلة لفكرة التطعيم، يتم تعريض النبات لجرعات صغيرة من مواد كيميائية مسببة للإجهاد اللاأحيائي مما يساعد النبات على بدء تحضير آلياته الدفاعية. فعندما يحدث الإجهاد اللاأحيائي الحقيقي يكون النبات يمتلك بالفعل آليات الدفاع التي سوف تتحفز سريعًا وتزيد قدرة النبات على التأقلم.

## مجاعة الفوسفات في النبات
الفوسفور P واحد من أهم العناصر الغذائية الأساسية لنمو وتطور النبات، لكن معظم تربة العالم تفتقر إلى هذا العنصر الضرورى. يمكن للنباتات أن تستهلك الفوسفور بشكل أساسي في صورته الذائبة غير العضوية لكنها تتعرض للإجهاد اللاأحيائي من فقر الفوسفور عندما لا تكون هناك كمكية متاحة مناسبة من PO4 في التربة. يكون الفوسفور مركبات غير قابلة للذوبان مع كل من الكالسيوم والماغنسيوم في التربة القاعدية ومع كل من الألومنيوم والحديد في التربة الحامضية مما يجعل الفوسفور غير متاح لجذور النباتات.عندما يكون الفوسفور البيولوجي محدود في التربة تظهر النباتات إجهاد لاأحيائي كبير تتمثل ظاهريًا في قِصر الجذر البدائي مع كثرة الجذور الجانبية والجذور الشعرية لتزيد من مساحة السطح المتاح لامتصاص الفوسفور. يتم استحلاب أحماض عضوية وإنزيم الفوسفاتيز لتحرير الفوسفات من مركباته وتجعله متاح لنمو أعضاء النبات. لقد ظهر أن عوامل النسخ PHR1و MYB المتصلة هي المنظم الأساسي في رد فعل النبات على فقر الفوسفور. PHR1 أظهر قدرته على تنظيم وإعادة بناء الدهون ونواتج التمثيل الغذائي أثناء إجهاد فقر الفوسفور.

## في الحيوانات
بالنسبة للحيوانات فإن أكثر العوامل المسببة للإجهاد اللاأحيائى هي الحرارة. هذا لأنه العديد من الفصائل غير قادرة على تنظيم درجة الحرارة الداخلية لأجسامها. وحتى في الفصائل القادرة على تنظيم درجة حرارتها، فإنها ليست دائما عملية تنظيم دقيقة. الحرارة تحدد معدل التمثيل الغذائي، معدل ضربات القلب، وعوامل هامة أخرى في أجسام الحيوانات، لذلك فإن درجات الحرارة المتطرفة يمكنها بسهولة الإضرار بأجسام الحيوانات. يمكن للحيوانات أن تستجيب لدرجات الحرارة القاسية، على سبيل المثال، من خلال التأقلم الحراري الطبيعي أو الاختباء في داخل الأرض لتجد مكان أبرد.
من الممكن أيضا أن نرى في الحيوانات أن الاختلافات الجينية الواسعة مفيدة في توفير المرونة ضد الضغوطات الحيوية القاسية.أنه بمثابة غرفة الأوراق المالية عندما تعاني نوعا من مخاطر الانتقاء الطبيعي . مجموعة متنوعة من الحشرات المزعجة من بين مجموعة حيوانات عشبية أكثر تخصصا وتنوعًا في الكوكب، وإجراءاتها الوقائية المكثفة ضد الإجهاد اللاأحيائي ساعدت الحشرات في اكتسابها لمكانة مُشرّفة.

## فيالأنواع المهددة بالانقراض
يتحدد التنوع البيولوجي بأشياء عدة، منها الإجهاد اللاأحيائي . فلو أن بيئة معينة في حالة إجهاد كبيرة فإن التنوع البيولوجي فيها ينخفض . وإذا لم يكن هناك وجود قوى للإجهاد اللاأحيائي في منطقة ما، فإن التنوع البيولوجي فيه يتزايد.
هذه الفكرة تقودنا إلى فهم كيفية الارتباط بين الفصائل المهددة بالانقراض وبين الإجهاد اللاأحيائي. ينخفض عدد الفصائل. مما يعنى أن هذه الفصائل أكثر عرضة لتهديد التلوث، تهديد الانقراض، بل والانقراض بالفعل، عندما وحيثما يكون الإجهاد اللاأحيائي شديد بشكل استثنائي.